# Gloiocallis
Gloiocallis, monotipski rod crvenih algi iz porodice Liagoraceae. Jedina je vrsta morska alga G. dendroidea uz atlantsku obalu Sjeverne i Južne Amerike i Kariba

## Sinonimi
- Helminthora dendroidea P.Crouan & H.Crouan 1878
- Liagora dendroidea (P.Crouan & H.Crouan) I.A.Abbott 1990
- Ganonema dendroideum (P.Crouan & H.Crouan) D.L.Ballantine & N.E.Aponte 2002
- Helminthora antillarum P.Crouan & H.Crouan 1878
- Liagora mucosa M.Howe 1920